# Carlos Espinosa de los Monteros y Bernaldo de Quirós
Carlos Espinosa de los Monteros y Bernaldo de Quirós, iv marquès de Valtierra (Madrid, 18 de març de 1944), és un empresari i advocat espanyol, iv marquès de Valtierra, entre 2012 i 2018 va servir com Alt Comissionat del Govern per la Marca Espanya. És funcionari de carrera del Cos Superior de Tècnics Comercials i Economistes de l'Estat.

## Biografia
Neix a Madrid en 1944, segon fill de Francisco Javier Espinosa de los Monteros i Herreros de Tejada i de Galinda Bernaldo de Quirós y Alcalá-Galiano, marquesos de Valtierra, als qui va succeir en el títol en 1985.És besnet del Capità General de la VI Regió Militar Carlos Espinosa de los Monteros Sagaseta de Ilurdoz, militar i diplomàtic espanyol, natural de Pamplona, de començaments del segle xx. Els seus primers estudis els realitza en el col·legi "Chamberí", dels Germans Maristrs, al carrer d'Eduardo Dato, abans Passeig del Cisne, molt proper al domicili familiar. Es va llicenciar en Dret en 1965 i en Administració d'empreses en 1966 a ICADE. Entre 1966 i 1967 realitza un Màster en Administració d'empreses (MBA) a la Northwestern University de Chicago. Posteriorment, en 1969, accedeix per oposició al Cos Superior de Tècnics Comercials i Economistes de l'Estat. Va contreure matrimoni amb María Eugenia de Simón y Vallarino, amb la qual ha tingut cinc fills.

## Trajectòria professional
Ha treballat tant en el sector públic com en el privat. Quant a l'activitat pública, des de 1969 fins a 1972 va ocupar plaça en el Ministeri de Comerç. Després d'això, i fins a 1976, va treballar en la Delegació Espanyola a Chicago, com a Agregat Comercial. Més tard, va ocupar diversos llocs de rellevància a l'Institut Nacional d'Indústria (INI), com a Director Comercial entre 1976 i 1979 i Vicepresident entre 1979 i 1982. Amb la victòria del PSOE en 1982, Felipe González el va nomenar president d'Iberia.
Durant el període 1983-1985 va ser membre del Comitè Executiu de l'Associació Internacional del Transport Aeri. Més endavant, en 1988, passaria al món automobilístic, sent Conseller Delegat i des de 1990 a més President de Mercedes-Benz Espanya, càrrec que mantindria fins a 2009. El mateix càrrec va ocupar des de 2004 a DaimlerChrysler AG. El 1990 va ser nomenat consultor de la Comunitat Econòmica Europea perquè estudiara el futur de la indústria aeronàutica. El 1992 ocupà el càrrec de president de Círculo de Empresarios.
Entre setembre de 2005 i juny de 2012 va ser vicepresident no executiu del grup Inditex. Va ser designat conseller del grup al maig de 1997 i reelegit en les Juntes Generals d'Accionistes de 20 de juliol de 2000, 16 de juliol de 2004, 14 de juliol de 2009 i 15 de juliol de 2014. És titular de 150.000 accions de la societat.

## Alt Comissionat per a la Marca Espanya
El 12 de juliol de 2012 va ser nomenat pel Rei, a proposta del President del Govern, Alt Comissionat del Govern per la Marca Espanya. Té per tant rang de Secretari d'Estat, i la seva funció és la planificació, l'impuls i la gestió coordinada de les actuacions de les Administracions Públiques, dels organismes públics d'elles dependents i de quantes entitats públiques i privades protagonitzen i estan implicades en la promoció de la imatge exterior d'Espanya en els àmbits econòmic, cultural, social, científic i tecnològic, segons resa la pàgina web de la Marca Espanya. Va ser cessat com a Alt Comissionat el 13 d'octubre de 2018.

## Reconeixements
- Banda de l'Orde de l'Àguila Asteca (2015)[11]